# Secamone angustifolioides
Secamone angustifolioides är en oleanderväxtart som beskrevs av Choux. Secamone angustifolioides ingår i släktet Secamone och familjen oleanderväxter. Inga underarter finns listade i Catalogue of Life.